# Werelderfgoed in Marokko
Tot het UNESCO werelderfgoed in Marokko behoren negen werelderfgoederen. De eerste werd in 1981 ingeschreven.

## Werelderfgoederen

### Actuele Werelderfgoederen
Deze lijst toont de werelderfgoederen in Marokko in chronologische volgorde (C – Cultuurerfgoed; N – Natuurerfgoed).
| Naam                                                               | Jaar | Soort | Beschrijving | Afbeelding |
| ------------------------------------------------------------------ | ---- | ----- | ------------ | ---------- |
| Medina van Fez                                                     | 1981 | C     |              |            |
| Medina van Marrakesh                                               | 1985 | C     |              |            |
| Kasba van Aït-Ben-Haddou                                           | 1987 | C     |              |            |
| Historische stad Meknes                                            | 1996 | C     |              |            |
| Archeologisch Volubilis                                            | 1997 | C     |              |            |
| Medina van Tétouan (voormalig Titawin)                             | 1997 | C     |              |            |
| Medina van Essaouira (voormalig Mogador)                           | 2001 | C     |              |            |
| Portugese stad Mazagan (El Jadida)                                 | 2004 | C     |              |            |
| Rabat, moderne hoofdstad en historische stad: een gedeelde erfenis | 2012 | C     |              |            |

### Als Werelderfgoed genomineerde objecten
Op de voorlopige lijst van de UNESCO worden objecten ingeschreven die naar het inzicht van de betreffende regering potentieel voor de erkenning als werelderfgoed in aanmerking komen. Dit zegt niets over een eventuele daadwerkelijke succesvolle inschrijving op de lijst. Tegenwoordig (2019) zijn op de voorlopige lijst dertien objecten uit Marokko ingeschreven.
| Naam                                                      | Jaar | Soort | Beschrijving | Afbeelding |
| --------------------------------------------------------- | ---- | ----- | ------------ | ---------- |
| Moulay Driss Zerhoun                                      | 1995 | C     |              |            |
| Taza en de Grote Moskee                                   | 1995 | C     |              |            |
| Moskee van Tinmal                                         | 1995 | C     |              |            |
| Stad Lixus                                                | 1995 | C     |              |            |
| El Gour                                                   | 1995 | C     |              |            |
| Grot van Taforalt                                         | 1995 | C     |              |            |
| Natuurpark Talassemtane                                   | 1998 | N     |              |            |
| Gebied van de Ajgal-drakenboom                            | 1998 | N     |              |            |
| Lagune van Khenifiss                                      | 1998 | N     |              |            |
| Nationaal park Dakhla                                     | 1998 | N     |              |            |
| Oase van Figuig                                           | 2001 | C     |              |            |
| Casablanca, stad van de 20e eeuw, kruispunt van invloeden | 2013 | C     |              |            |
| Oasenketen van Tighmert, regio Pre-Sahara van Wad Noun    | 2016 | C     |              |            |

## Objecten voorheen op de Kandidatenlijst
Deze objecten werden van de voorlopige lijst verwijderd en door nieuwe vervangen.
| Naam                                       | Jaar        | Soort | Beschrijving | Afbeelding |
| ------------------------------------------ | ----------- | ----- | ------------ | ---------- |
| Belyounech                                 | 1985 - 1994 | C     |              |            |
| Chefchaouen                                | 1985 - 1994 | C     |              |            |
| Draa Bani in de Hoge Atlas                 | 1985 - 1994 | C     |              |            |
| Salé met de islamitische necropool Chellah | 1987 - 1987 | C     |              |            |
| Aghbar                                     | 2002 - 2005 | C     |              |            |
| Toubkal                                    | 2005 - 2006 | N     |              |            |

Archeologische nederzetting in Volubilis · Historische stad Meknes · Aït-Ben-Haddou · Medina van Essaouira · Medina van Fez · Medina van Marrakesh · Medina van Tétouan · Kasba en medina van Rabat · Portugese stad in El Jadida (Mazagan)